# Tagliagole
Tagliagole (Cutthroat), il cui vero nome è Daniel "Danny" Leighton, è un personaggio dei fumetti creato da Chris Claremont (testi), Rich Buckler e Michael Nasser (disegni), pubblicato dalla Marvel Comics. È apparso per la prima volta in Marvel Team-Up (prima serie) n. 89 (gennaio 1980).

## Biografia del personaggio
Daniel Leighton nasce ad Austin, in Texas, ma cresce, a seguito del trasferimento della sua famiglia, nel East Side di New York.
Da giovane diventa, assieme a suo fratello Richard, membro di una gang comandata dal violento Brock Rumlow chiamata Savage Crimes, di cui fa parte fino a quando non viene a sapere che sua sorella Rachel, che voleva unirsi alla banda, non venne picchiata e violentata proprio da Rumlow stesso. Infuriato per l'accaduto, Daniel informò il fratello maggiore William, rimasto paraplegico durante la guerra del Vietnam, che cercò di avere vendetta per l'affronto subito dalla sorella; Rumlow uccise Willy colpendolo con un coltello e Daniel, sconvolto dal dolore, scappò di casa e per anni non se ne ebbero più notizie.
Andò in Europa dove divenne un sicario della malavita, dove si specializza nell'uso delle armi bianche. Tornò in USA alcuni anni dopo, quando venne ingaggiato da Amos Jardine per uccidere l'Uomo Ragno che lo sconfigge grazie all'aiuto di Nightcrawler.
Dopo aver perfezionato le sue tecniche allenandosi con Taskmaster, viene ingaggiato dal Teschio Rosso in persona come membro della sua ciurma degli scheletri, dove
sostituisce Crossbones, che era stato allontanato dal Teschio perché non aveva obbedito ai suoi ordini. Tuttavia Crossbones tornò poco tempo dopo, intenzionato a riconquistarsi i favori del proprio capo, portando con sé Diamante, la fidanzata di Capitan America.
Quando Tagliagole vide Diamante riconobbe subito sua sorella Rachel, e le rivela la propria identità: Rachel, stupita dall'imprevisto incontro col fratello disperso anni prima, racconta a Danny che l'uomo sotto la maschera di Crossbones altri non era che Brock Rumlow, colui che anni prima uccise il loro fratello William sotto i suoi occhi. Tagliagole decise allora vendicarsi, e cercò di ucciderlo mentre questi dormiva, ma Crossbones non si fece cogliere impreparato e nell'inevitabile duello che ne seguì Daniel sembrò rimanere ferito a morte.
Tuttavia riuscì misteriosamente a sopravvivere, dato che lo ritroviamo tra i detenuti del Raft che cercano di evadere in occasione del blackout creato da Electro e che vengono catturati dai Nuovi Vendicatori. Successivamente Tagliagole viene ingaggiato da Hood come membro di un gruppo che cerca di usare a proprio vantaggio il programma di registrazione dei supereroi.

## Poteri e abilità
Esperto di numerose forme di combattimento, ha ricevuto un allenamento speciale da Taskmaster. È dotato di un fornito equipaggiamento, sia offensivo che difensivo.
Come evidenzia il suo nome da battaglia, è un maestro nell'utilizzo di spade e nel lancio di coltelli.

## Apparizioni del personaggio
- Captain America (vol. 1) nn. 395-398, 400, 408-409
- Marvel Team-Up (vol. 1) n. 89
- New Avengers nn. 1-4